# Ulrico Girardi
Ulrico Girardi (* 3. Juli 1930 in Cortina d’Ampezzo; † 18. Dezember 1986 ebenda) war ein italienischer Bobfahrer.

## Werdegang
Giradi wurde im Viererbob von Eugenio Monti zusammen mit Renzo Alverà und Evaldo Dandrea 1954 italienischer Meister. Im Folgejahr belegte das Quartett den dritten Rang.
Bei den Olympischen Winterspielen 1956 in Cortina d’Ampezzo gewann Girardi, in der Mannschaft mit Monti, Alverà und Renato Mocellini, die Silbermedaille in der Zeit von 5:12,10; Sieger wurde der Schweizer Bob.